# Staphisaigre
Delphinium staphisagria
Espèce
Synonymes
- Staphisagria macrosperma Spach[2]

Delphinium staphisagria, la dauphinelle staphisaigre, est une espèce de plantes de la famille des Ranunculaceae, originaire du bassin méditerranéen.
Ce sont des  plantes herbacées annuelles ou bisannuelles, qui contiennent des alcaloïdes diterpénoïdes et sont traditionnellement utilisées pour lutter contre les poux (pédiculicides).
Autres noms communs : staphisaigre, herbe aux poux, herbe aux goutteux, raisin sauvage, pied-d'alouette staphisaigre.

## Description

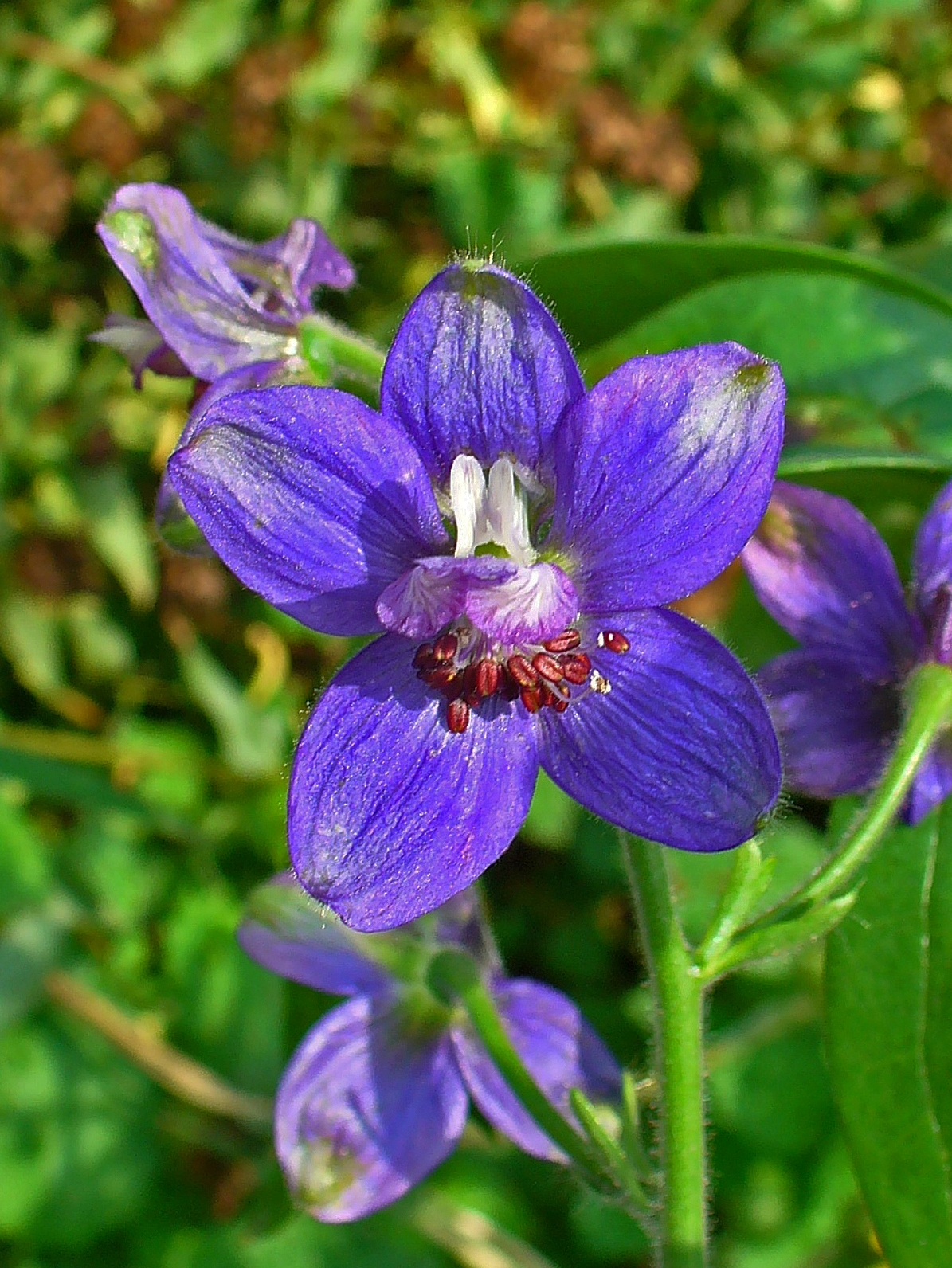
Fleur.

Les feuilles palmatilobées et profondément découpées sont velues sur les deux faces. La hampe florale, recouverte de poils étalés, mesure de 30 à 100 cm de hauteur et porte de nombreuses fleurs bleu foncé. Le périanthe de la fleur est constitué de cinq sépales pétaloïdes, dont le supérieur se termine par un court éperon. La floraison a lieu de mai à juin (dans l'hémisphère nord).

## Liste des sous-espèces
Selon Tropicos (15 janvier 2018) :
- Delphinium staphisagria subsp. pictum (Willd.) Romo

## Habitat
La staphisaigre pousse dans les pelouses arides de la région méditerranéenne. En France, c'est une espèce menacée et protégée.

## Aire de répartition
La staphisaigre se retrouve tout autour du bassin méditerranéen, ainsi qu'au Portugal et dans les îles Canaries.

## Utilisation
Comme beaucoup d'autres dauphinelles, la staphisaigre est très toxique et contient plusieurs alcaloïdes diterpéniques tels que la delphinine et la chasmanine.
Ses graines ont des propriétés insecticides et parasiticides. Elles servent à préparer des pommades ou des décoctions contre les poux et autres parasites externes. 
La plante est également employée en médecine homéopathique.